# Интермеццо (фильм)
«Интермеццо» (англ. Intermezzo: A Love Story) — мелодрама 1939 года с Лесли Говардом и Ингрид Бергман в главных ролях.

## Сюжет
История любви скрипача-виртуоза Холгера Брандта к пианистке Аните Хоффман.
Хольгер, знаменитый скрипач, вынужденный, по роду занятий, часто отсутствовать дома, находясь в длительном отрыве от семьи, тоскует по любви. Жена, занятая домом и детьми, не может быть с ним рядом, не может в полной мере разделить его успеха. Их отношения претерпевают кризис, и именно в это время, в доме, появляется нанятая для маленькой дочери Анн-Мари молодая учительница музыки, пианистка Анита. Она сразу же очаровала Хольгера, исполнив фортепианный концерт на домашнем концерте в кругу близких друзей. Но и сама Анита не остается равнодушной к маститому музыканту, близкому ей по духу. Они начинают тайно встречаться в тихих кафе, ресторанчиках, но Аниту не прельщает роль вечной любовницы, для встреч с которой существуют только темные углы. Она выговаривает это Хольгеру и хочет уехать в свой родной город. Обескураженный таким бескомпромиссным поведением девушки музыкант, находит в себе силы порвать с семьёй, и успевает застать свою возлюбленную на перроне, перед самым отходом поезда. Вместе они дают ряд блестящих концертов в разных странах мира. Поначалу ничто не омрачает их счастья в городке на берегу Средиземного моря, но все чаще, даже в самые светлые минуты их уединения, в словах и действиях Хольгера начинает проскальзывать тоска по дому, особенно по любимой дочери. Это ранит Аниту, подрывая её веру в то, что она единственная женщина для любимого. Несмотря на это, получив от академии грант, она отказывается от него. Не желая покидать Хольгера надолго, она сжигает бумагу у него на глазах. Но сомнения Аниты все сильнее, и она не в состоянии перебороть их, тем более, что никто и не собирается её переубеждать. Напротив, давнишний знакомый Хольгера, при встрече, замечает ей, что Хольгер давно тоскует по семье. И предлагает ей самой сделать выбор. Анита слишком ясно понимает, что, в жизни своего возлюбленного, она была лишь интермеццо — так называется небольшая музыкальная пьеса, исполняющаяся в промежутке между основными частями большого музыкального произведения.
На этот раз она уезжает навсегда. Освободившийся Хольгер же отправляется навестить Анн-Мари. Дочь, выходя из школы и завидев отца, бросается к нему навстречу, но её сбивает машина, которую она не заметила в порыве радости, ведь она тосковала не меньше. Отец приносит девочку домой. Но с ней не всё так плохо. Проведя с ней некоторое время, Хольгер хочет уйти из дома, предполагая, что ему здесь больше нет места. Но жена останавливает его у открытой двери. Хэппи энд.

## Интересные факты
- Картина стала первым голливудским проектом Ингрид Бергман.
- Рабочее название фильма — Бегство к счастью.

## В ролях
- Лесли Говард — Холгер Брандт
- Ингрид Бергман — Анита Хоффман
- Эдна Бест — Маргит Брандт
- Джон Халлидей — Томас Стенборг
- Энн Тодд — Энн Мари
- Энид Беннетт — Грета Стенборг

## Номинации
В 1940 году фильм был номинирован на премию «Оскар» в двух категориях — лучшая операторская работа и лучший звук.